# Андріївка (Новосондецький повіт)
Андріївка (пол. Andrzejówka) — село в Польщі, на Лемківщині, у гміні Мушина Новосондецького повіту Малопольського воєводства.
Населення — 481 особа (2011).

## Розташування
Село розміщене на правому березі Попраду, на схилах хребта Яворини. Знаходиться на території Попрадського ландшафтного парку, при воєводській дорозі № 971 і при залізничній лінії № 96.

## Історія
Село Андріївка відоме з 1352 року. Документальні свідчення XVI ст. про русинське (українське) населення Лемківщини польські історики безпідставно трактують як «волоську колонізацію» через закріпачення українців з використанням волоського права.
Король Ягайло з королевою Ядвігою в 1391 р. грамотою надав краківському єпископові Іоаннові маєток, включно з селом Андріївка. На думку о. Юліяна Никоровича ці села т. зв. «мушинського ключа» існували з часів Галицько-Волинського князівства і підпали в 1340 р. під панування Польщі за короля Казимира ІІІ.
В Андріївці зберігся (у ХІХ ст. переданий до Милика) дзвін з 1484 р. та дивний прилад
для дзвоніння молотком по давній залізній штабі, з чого можна судити про існування церкви і священика наприкінці XV ст.
28 липня 1876 року відкрита залізниця Тарнів-Плавеч з перестанком Андріївка.
З листопада 1918 по січень 1920 село входило до складу Лемківської Республіки. В селі була москвофільська читальня імені Качковського.
До середини XX ст. в регіоні переважало лемківсько-українське населення. У 1939 році з 540 жителів села — 505 українців і 35 поляків (прикордонна сторожа).
До 1945 р. в селі була дочірня греко-католицька церква парафії Милик Мушинського деканату, метричні книги велися з 1784 року.
Після Другої світової війни Лемківщина, попри сподівання лемків на входження в УРСР, була віддана Польщі, а корінне українське населення примусово-добровільно вивозилося в СРСР. Згодом, у період між 1945 і 1947 роками, у цьому районі тривала боротьба між підрозділами УПА та радянським військами. Ті, хто вижив, 1947 року під час Операції Вісла були ув'язнені в концтаборі Явожно або депортовані на понімецькі землі.
У 1975-1998 роках село належало до Новосондецького воєводства.

## Пам'ятки
В селі збереглася церква Успіння Богородиці з 1864 року (хоча історики припускають про перебудову давнішої церкви з XVIII чи XVII ст.), у 1947 році перетворена на костел. У наві знаходяться два вівтарі з XVIII ст. Додаткової ваги пам'ятці надають сторічні липи (пам'ятки природи), які оточують церкву.
Також у селі збереглися дерев'яні полемківські комори XVIII—XIX ст.

## Демографія
Демографічна структура станом на 31 березня 2011 року:
|          | Загалом | Допрацездатний вік | Працездатний вік | Постпрацездатний вік |
| -------- | ------- | ------------------ | ---------------- | -------------------- |
| Чоловіки | 243     | 71                 | 152              | 20                   |
| Жінки    | 238     | 56                 | 141              | 41                   |
| Разом    | 481     | 127                | 293              | 61                   |